# Ozyptila lugubris
Ozyptila lugubris är en spindelart som först beskrevs av Kroneberg 1875.  Ozyptila lugubris ingår i släktet Ozyptila och familjen krabbspindlar. Inga underarter finns listade i Catalogue of Life.